# Silvestr Weltz
Silvestr Weltz (15. srpna 1712 Brtnice – 29. května 1774 tamtéž) byl zámecký kapelník a hudební skladatel.

## Život
O životě Silvestra Weltze není mnoho známo. Byl synem místního řemeslníka Karla Welze. Vstoupil do služeb hraběte Collalta a v jeho službách působil na zámku v Brtnici v mnoha funkcích. Byl kapelníkem hraběcí kapely (praefectus musicae), správcem zámku (aulae praefectus), ale i ředitelem kůru farního kostela sv. Jakuba v Brtnici.

## Dílo
V brtnickém inventáři bylo nalezeno 25 houslových koncertů, 59 houslových sonát, 29 symfonií, 5 divertiment a několik dalších skladeb, u nichž jako autor je uveden Weltz. Není však zcela jasné, zda autorem všech skladeb je Silvestr Weltz či jeho bratr Karel Weltz, který rovněž ve funkci hudebního ředitele na zámku působil a byl znamenitým houslistou. V roce 1754 však odešel jako hofmistr hraběte do Vídně, kde zemřel před rokem 1788. Samotný inventář je prokazatelně dílem Silvestra Weltze